# لانس آرمسترونج

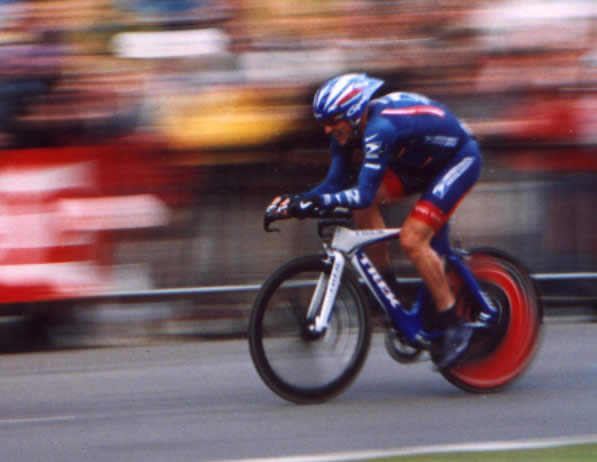
لانس آرمسترونج في سباق طواف فرنسا 2004

لانس آرمسترونج (بالإنجليزية: Lance Armstrong)‏ ولد بتاريخ 18 سبتمبر 1971، هو لاعب دراجات أمريكي وصاحب الرقم القياسي في عدد مرات الفوز بسباق طواف فرنسا وهو سبع مرات متتالية قبل أن يتورط في فضيحة منشطات.
أصيب لانس بسرطان الخصية عام 1996، واعتزل من قبل في عام 2005 بعد أن أحرز رقما قياسيا بالفوز 7 مرات في طواف فرنسا ثم عاد إلى ميدان السباقات في عام 2009 ليحتل المركز الثالث في طواف فرنسا، وقال أن الهدف من عودته كان جزئياً التوعية بشأن السرطان.
في 24 أغسطس 2012 جردته الوكالة الأمريكية لمكافحة المنشطات (أوسادا) من ألقابه السبعة التي أحرزها في طواف فرنسا بعد أن أعلن آرمسترونج عن خروجه من الصراع القضائي القائم ضده والذي يتهمه بتعاطي المنشطات. وسيحرم من المشاركة في السباقات مدى الحياة. ليعترف بعدها في برنامج أوبرا وينفري بأنه تعاطى المنشطات حقا، ويزعم بأن الفوز بطواف فرنسا مستحيل من دون استعمال المنشطات.

## مسيرته

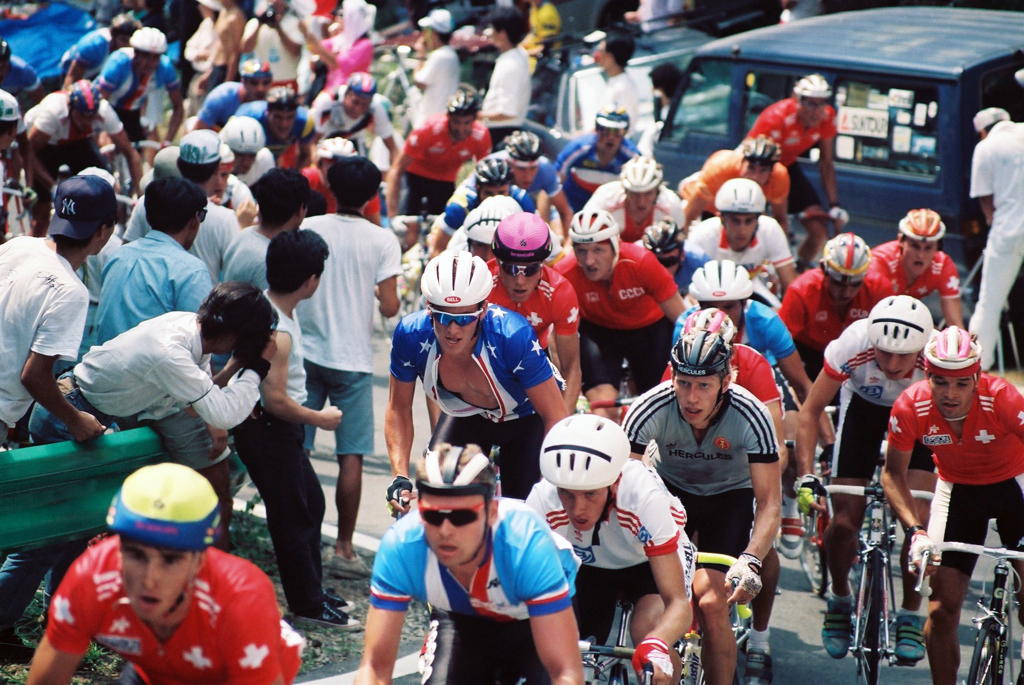
لانس أرمسترونج خلال سباق الطريق للهواة في بطولة العالم للدراجات عام 1990.

### طواف فرنسا
أحرز 7 مرات طواف فرنسا

### المنشطات
تم اتهام لانس ارمسترونج في عام 2012 بتعاطيه للمنشطات واقيمت عليه دعوه قضائية من لجنة مكافحة المنشطات الامريكيه
وقد كان ارمسترونج يمتلك جمهور كبيرا في أمريكا لكن بسبب فضيحة المنشطات خسر العديد من الجماهير وجميع الالقاب التي تحصل عليها في طواف فرنسا.

### سحب الالقاب
تم سحب الالقاب السبعة منه بعد فضيحة المنشطات
و ذكر إنه قد استخدم المنشطات مثل: إيبو والتسترون والجروث هرمون وبعض السترويدات البنائية
و إنه كان يقوم بضخ نسب من الدماء إلي جسمه ومعه أعضاء فريقه وذلك لتحقيق نسبه من الأكسجين في دمائه تساعده أثناء السباقات
و وصفه بصاحب أخطر برنامج لتعاطي المنشطات في تاريخ الرياضة حيث أستطاع خداع الأجهزة الرقابيه لمدة أعوام متتاليه.
و لكن كان ختام حياته الرياضيه أشبه بالفضيحة المدويه في الأوساط الرياضيه وعليه قد تم سحب ألقابه ووصفت مسيرته الرياضيه بالمزيفه.

## روابط خارجية
- لانس آرمسترونج على موقع IMDb (الإنجليزية)
- لانس آرمسترونج على موقع الموسوعة البريطانية (الإنجليزية)
- لانس آرمسترونج على موقع ميوزك برينز (الإنجليزية)
- لانس آرمسترونج على موقع إن إن دي بي (الإنجليزية)
- لانس آرمسترونج على موقع قاعدة بيانات الفيلم (الإنجليزية)
- لانس آرمسترونج على موقع كينوبويسك (الروسية)

- لانس آرمسترونج على موقع الاتحاد الدولي للدراجات (الإنجليزية)
- لانس آرمسترونج على موقع أرشيف الدراجات (الإنجليزية)
- لانس آرمسترونج على موقع إحصائيات الدراجات الإحترافية (الإنجليزية)
- لانس آرمسترونج على موقع نسبة الدراجات (الإنجليزية)
- لانس آرمسترونج على موقع CycleBase (الإنجليزية)
- لانس آرمسترونج على موقع اللجنة الأولمبية الدولية (الإنجليزية)
- لانس آرمسترونج على موقع أوليمبيديا (الإنجليزية)